# Federació Sud-africana d'Hoquei Sobre Patins
La Federació Sud-africana d'Hoquei Patins (en anglès: South African Roller Hockey Federation) és l'organisme rector de l'hoquei sobre patins a Sud-àfrica. És membre de la Federació Internacional de Patinatge, així com de la Federació Africana de Patinatge. Joaquim Coimbra és l'actual president (2008). Per la resta d'esports de patinatge s'encarrega la Federació Sud-africana de Patinatge.